# Wilhelm Bärensprung (Drucker, 1737)
Christian Johann Wilhelm Bärensprung auch Wilhelm Bärensprung, der Jüngere (getauft 4. März 1737 in Schwerin; † 9. August 1801 ebenda) war ein deutscher Druckereibesitzer, Verleger und Hofbuchdrucker in Schwerin.

## Leben
Wilhelm Bärensprung war ein Sohn des gleichnamigen Schweriner Druckereibesitzers Wilhelm Bärensprung (der Ältere) aus dessen zweiter Ehe mit Sophie Dorothea Harhof († 1758). Er erlernte das Buchdruckerhandwerk bei seinem Vater und war ab 1755 dessen Adjunkt und Hofbuchdrucker. Er leitete die Offizin schon seit 1757 und führte nach dem Tod des Vaters im Jahr 1761 die Bärensprungsche Hofbuchdruckerei weiter, unter erheblicher Erweiterung der Druckproduktion und Verlagstätigkeit. Er war Drucker mehrerer Zeitschriften und Kalender sowie der Herausgeber der Herzoglich-Mecklenburgischen Gesetzessammlungen. Daneben war er Verfasser von Gelegenheitsgedichten an das Herzogliche Haus. Sein Nachfolger wurde sein Sohn Christian Johann Wilhelm.
Familie
Wilhelm Bärensprung war zweimal verheiratet, den Ehen entstammten die Kinder:
- Sophia Magdalena Caroline (1763–nach 1784) – aus der ersten Ehe
- Wilhelm (1770–1784)
- Christian Johann Wilhelm (1772–1803), Druckereibesitzer, Hofbuchdrucker
- Georg Diedrich Christian Franz (1775–1796), Drucker
- Sophie Friederike Helena Dorothea (Früherer Name) (1779–1827) verh. mit Christian Gottlieb Sterzel, Buchdrucker
- Justus Christoph Heinrich (1789–1832), Unternehmer, Zeitungsverleger

## Werke (Auswahl)
- Neue Monatliche Beiträge zur Naturkunde (1770)
- Monatsschrift von und für Mecklenburg (1788–1791)
- Neue Monatsschrift von und für Mecklenburg (1792–1801)
- Verbesserter Mecklenburgischer Haushaltungs- und Genealogie-Calender … (1757–1766)
- Herzoglich Mecklenburg-Schwerinscher Staatskalender (1776 ff.)

Herausgeber
- Neue Sammlung Mecklenburger Landes-Gesetze, Ordnungen und Constitutionen (5 Bände, 1772–1780)
- Herzoglich-Mecklenburgischen Grund-Gesetze oder Landesgrundgesetzlicher Erb-Vergleich (2 Bände, 1778, 1781)

Gelegenheitsgedichte
- An die durchlauchtigste Prinzessin Friedrich. Mit Wiegenlied für den … Prinzen Gustav Wilhelm (1781)
- An das hohe Mecklenburgische Haus (1785)